# Лувсанлхундэгийн Отгонбаяр
Лувсанлхундэгийн Отгонбаяр — монгольская легкоатлетка, которая специализируется в марафоне. На Олимпиаде 2004 года заняла последнее 66-е место — 3:48.42. На олимпийских играх 2012 года финишировала на 102-м месте с результатом 2:52.15. В настоящее время владеет национальными рекордами в беге на 5000 метров, полумарафоне и марафоне.
Личный рекорд в марафоне — 2:39.50, был установлен 8 мая 2011 года на Пражском марафоне, на котором она заняла 8-е место.

## Достижения
Чемпионаты мира
- Осака 2007 — 3:04.59 (52-е место)
- Берлин 2009 — DNF
- Тэгу 2011 — 2:45.58 (39-е место)
- Москва 2013 — DNF

Азиатские игры
- Азиатские игры 2006 — 8-е место в марафоне (2:59.55)
- Азиатские игры 2010 — 12-е место в беге на 5000 метров (17.00,32)